# 努力
努力（どりょく）とは、目標を実現するために、心や身体を使ってつとめること。

## 概要
努力とは、目標を掲げ、そこに到達するために邁進することである。
日本の小説家・幸田露伴は著書『努力論』で、自分の《人生の目的》を明らかにすることの大切さを説いた。
米国の発明家であるトーマス・エジソンは、「天才とは1% の直感と、99% の努力（汗）である。（"Genius is one percent inspiration, ninety-nine percent perspiration."）」と述べた。
日本の英文学者・斎藤兆史は「日本人は長い間、勤勉に価値を見出してきた歴史がある。だが現代日本ではそうした美徳は失われようとしている。ひと口に努力と言っても、方向の間違った努力というのは空しい結果に終わることが多いので、結果として挫折感にさいなまれてしまう若者は多い。現代では、努力に価値を見出せなくなった者たちが『労せず功を得よう』などとするものだから、それが様々な社会問題を引き起こしてしまっている」と説明した。また彼によれば、確かに全ての努力が報われるとは限らないのではあるが、視点を変えて後世に名を残すことになった人々、偉人と呼ばれる人々の人生を調べてみると、やはり様々な努力を積み重ねていることが判るという。そして彼らの努力はすぐに実ったとは限らないにしても、人生を通して見れば様々な形で報われていると彼は説明している。

## 批判的見解
米国のセラピストのジョナサン・ロビンソンは、「幸せになるには努力や時間は必要ない」、と指摘し、「ちょっと考え方のコツさえつかめば誰でもさほど苦労せずに幸福を手に入れられる」、と言う。「～というモノさえあれば幸せになる」などと考えたりせず、今すでに自分にあるものやことに感謝すること、「なった」つもりになってみる方法、等々の方法を挙げている。

## 関連書
- 加藤諦三『"つらい努力" と "背伸びの心理": なぜ疲れてしまうのか』大和書房 1992
- 千本倖生『「報われない努力」はない: 「絶対成功しない」と言われたときが、最大のチャンスである』1998
- 森田健作『もう少し努力してみないか』1998
- 池田清彦『楽しく生きるのに努力はいらない: 元気がわき出る50のヒント』1999
- 林好一『努力の花は咲く』2001
- 加藤諦三『無理しないほうが愛される: 同じ努力で幸せをつかむ人、逃す人』2003
- ジョナサン・ロビンソン『ムダな努力をしないで幸福になる方法』PHP研究所 2004
- 高塚猛『人生は努力した人に運という橋をかけてくれる』2004
- 本田有明『いつも「結果が出せる人」の仕事術: 努力をムダにしないための100のルール』2005
- 斎藤兆史『努力論』筑摩書房 2007
- 後藤道夫,吉崎祥司, 竹内章郎『格差社会とたたかう: 〈努力・チャンス・自立〉論批判』2007
- 幸田露伴、渡部昇一『小さな努力で大きく報われる法: 幸田露伴の人生哲学名著『努力論』』三笠書房、2007
- 江口克彦『成功は小さい努力の積み重ね: 松下幸之助の言葉を読み解く』2008
- 藤田健一『今できる努力を惜しむな: ある障害者の記録』2008
- 松本幸夫『サボる技術: 10分の1の努力で成果が出せちゃう仕事術』2009
- 妹尾堅一郎『技術力で勝る日本が、なぜ事業で負けるのか』ダイヤモンド社、2009
- 桜井章一『努力しない生き方』2010

スポーツ関連
- 高原寿夫 『イチロー: 努力の天才バッター』2000
- 児玉光雄『松井秀喜に学ぶ「努力型人間」が大成するための条件』2003
- 宇津木妙子『努力は裏切らない』2004
- 平井伯昌、折山淑美『努力は決して裏切らない: 五輪連覇を勝ち取った勇気と信頼、12年の軌跡』日本文芸社、2008
- 井村雅代、松瀬学 、『あなたが変わるまで、わたしはあきらめない: 努力する心の育て方』2009